# Eutanasia en España
La eutanasia en España es legal desde el 25 de junio de 2021, cuando entró en vigor la Ley Orgánica de Regulación de la Eutanasia, tres meses después de su publicación en el Boletín Oficial del Estado tras ser aprobada por las Cortes Generales el 18 de marzo de 2021. Dicha ley estructura el marco legal en relación con la ayuda médica para morir y detalla quién, cuándo y bajo qué requisitos podrá acogerse a este derecho. De esta forma España se ha convertido en el sexto país del mundo en reconocer el derecho a la eutanasia. La primera persona que se acogió a la Ley de eutanasia fue una mujer residente en el País Vasco de 86 años de edad, enferma en fase terminal. Murió en su casa con la ayuda de los médicos y rodeada de sus familiares el 23 de julio de 2021, casi un mes después de haber entrado en vigor la ley.

## Historia
En 1984 se fundó la federación española Derecho a Morir Dignamente bajo el nombre Asociación Derecho a Morir Dignamente - DMD. El 13 de diciembre de 1984 se inscribió en el Ministerio del Interior la asociación DMD con el número 57889, legalizando un movimiento ciudadano de respeto a la libertad del individuo al final de su vida. Esta asociación considera a Carlos Gómez como el pionero de la lucha en España para el reconocimiento de la eutanasia. Gómez, un santanderino con leucemia, publicó ese mismo año de 1984 una tribuna de opinión en el diario El País titulada Osar morir da la vida. En ella decía: «No cabe duda ya de que ha comenzado a resquebrajarse un tabú social tanto más represor que el que funcionó sobre el sexo. Me refiero al tabú de la muerte, o mejor, de la forma de morir». Carlos Gómez murió al año siguiente sin que se hubiera hecho caso a su testamento vital.
En 1986, la Ley General de Sanidad aprobada ese año permitió a los pacientes rechazar un tratamiento solicitando el alta voluntaria.
El caso de Ramón Sampedro, que tuvo una enorme repercusión, fue el que llevó al primer plano de la actualidad la cuestión de la eutanasia en España. En 1993 Sampedro, tetrapléjico desde 1969, hizo público su deseo de que le ayudaran a morir. Como no consiguió permiso legal para este suicidio asistido, pidió la colaboración de once personas para que cada una de ellas hiciera una parte del proceso que le llevaría a quitarse la vida y protegerlas así de ser procesadas. El 11 de enero de 1998, su amiga Ramona Maneiro, lo dejó todo preparado, incluida la cámara que iba a grabar el suceso. Al día siguiente se le aplicó la eutanasia. En la grabación volvió a reiterar su deseo de morir y también quedó registrada la agonía que padeció tras tomarse el veneno. La policía detuvo a Ramona Maneiro, pero la tuvo que dejar libre por falta de pruebas. Siete años después, cuando el delito había prescrito, Ramona Maneiro relató todo lo sucedido. En 2004 se estrenó la película Mar adentro, dirigida por Alejandro Amenábar y protagonizada por Javier Bardem en el papel de Ramón Sampedro.
En 2002, la Ley 41/2002 Reguladora de la Autonomía del Paciente y de Derechos y Obligaciones en Materia de Información y Documentación Sanitaria (llamada Ley de autonomía del paciente) reafirmó la autonomía de los pacientes permitiéndoles rechazar individualmente un tratamiento sin exigir ninguna justificación para ello, lo que se conoce como eutanasia pasiva. Cuatro años después, en octubre de 2006, Inmaculada Echevarría, que padecía una distrofia muscular progresiva desde hacía 22 años, pidió acogerse a la ley pero el hospital de Granada donde se hallaba ingresada, de titularidad religiosa, se negó a sedarla o a desconectar el respirador que le permitía seguir con vida. Tuvo que intervenir la Junta de Andalucía, que la trasladó a un hospital público, donde accedieron a su deseo y allí murió al año siguiente. Un caso similar fue el que le ocurrió a Pedro Martínez, enfermo de esclerosis lateral amiotrófica (ELA), porque el equipo médico que le atendía en Sevilla se negó a sedarlo alegando que no se estaba muriendo. La solución fue cambiar de equipo médico. Murió en diciembre de 2011.
Posteriormente, hasta once comunidades autónomas aprobaron leyes para los enfermos terminales, en las que se reconocía su derecho a renunciar a un tratamiento y recibir una sedación terminal, o sedación paliativa, que consiste en suministrar la medicación necesaria para controlar los síntomas refractarios del paciente en la agonía, o sea, los que no se pueden controlar con los tratamientos habituales, aunque estos fármacos le acorten la vida. Esta terapia se considera una buena práctica médica y es accesible también en las comunidades que no tienen una ley específica sobre el asunto.
En 2005 el doctor Luis Montes Mieza —en ese momento coordinador de urgencias del Hospital Severo Ochoa de Leganés— y el doctor Miguel Ángel López Varas fueron investigados por la Consejería de Sanidad de la Comunidad de Madrid, a cargo de Manuel Lamela Fernández, a causa de dos denuncias anónimas en las que se los acusaba de sedaciones en dosis elevadas en enfermos terminales en el Servicio de Urgencias del Hospital Severo Ochoa. El informe presentado por la Consejería de Sanidad identificaba 73 casos de sedación realizados de forma presuntamente incorrecta entre el 1 de septiembre de 2003 y el 8 de marzo de 2005. En 2005 el doctor Montes Mieza fue cesado en el puesto de coordinador a instancias de Lamela. En enero de 2008, los tribunales cerraron el caso ratificando el sobreseimiento que ya en el mes junio del año 2007 habían determinado y suprimió la fundamentación jurídica que se refería a la mala praxis de los querellados.
A principios de 2007 se conoció el suicidio de Madeleine Z., que sufría de ELA y que había buscado el asesoramiento de la DMD para poner fin a su vida. Por ese motivo los voluntarios de la DMD que la habían acompañado en el momento de su suicidio, y la periodista que informó del caso, fueron investigados, pero la causa fue sobreseída.
En 2009 el doctor Marcos Ariel Hourmann fue el primer médico condenado por eutanasia. Fue condenado a un año de cárcel por administrar cloruro de potasio intravenoso, acabando con la vida y el sufrimiento de una mujer de 82 años que había solicitado expresamente la muerte ante su situación de dolor irreversible.
En abril de 2017 José Antonio Arrabal, enfermo de ELA, se suicidó y se grabó con una cámara para que hubiera constancia de que lo había hecho para acabar con su sufrimiento, ya que los médicos que lo trataban consideraban que no se encontraba en una situación terminal. «Lo que me queda es un deterioro hasta acabar siendo un vegetal. Quiero poder decidir el final. Y la situación actual no me lo garantiza», en referencia a la inexistencia de una ley de eutanasia.
En abril de 2019, María José Carrasco, enferma de esclerosis múltiple desde hacía 30 años, puso fin a su vida con ayuda de su marido Ángel Hernández. Grabaron el suicidio en video y en él este le preguntaba si quería que le ayudara a poner fin a su largo sufrimiento, a lo que ella contestaba que sí, pudiéndose observar a continuación cómo ella misma bebía una solución tóxica con una pajita, utilizando la poca movilidad que le quedaba, lo cual le provocó una muerte sin sufrimiento. Este hecho fue el germen de un mayor seguimiento y movilización popular a favor de una ley de eutanasia en España, que llevaba años reclamándose sin éxito. Tras asistir en el suicidio Ángel Hernández se entregó a las autoridades, abriéndose posteriormente un juicio en su contra. Fue absuelto en julio de 2021 tras la entrada en vigor de la Ley de Regulación de la Eutanasia, que se le aplicó retroactivamente.

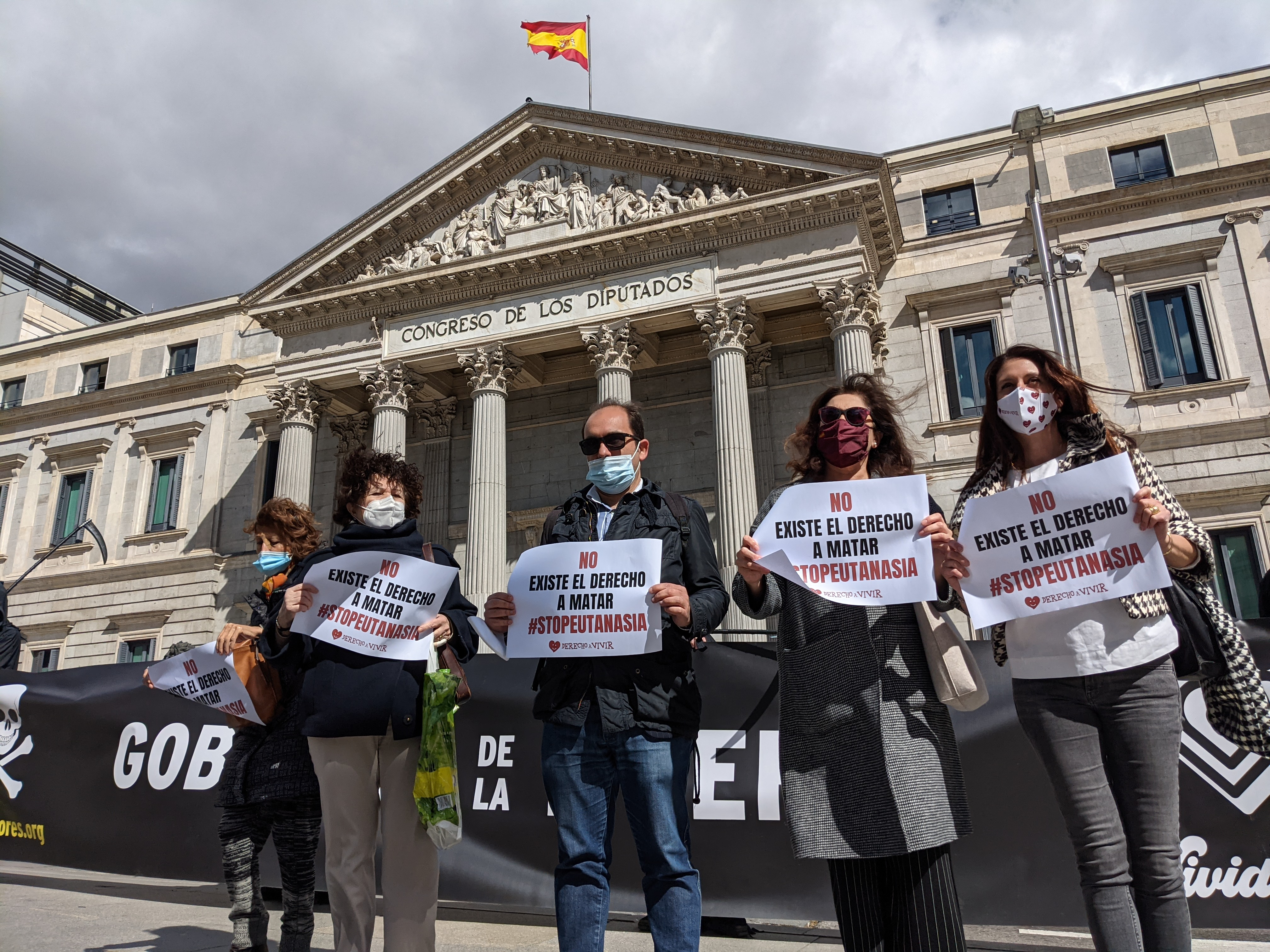
Manifestación de la asociación española de extrema derecha y ultracatólica HazteOir.org frente al Congreso de los Diputados contra la ley de la eutanasia

El 17 de diciembre de 2020, el Congreso de los Diputados de la XIV legislatura aprobó una proposición de ley para regular el derecho a una eutanasia activa. Obtuvo 198 votos a favor (PSOE, Unidas Podemos, BNG, ERC, Junts per Catalunya, Más País, Bildu, PNV, Nueva Canarias, Coalición Canaria, CUP, Ciudadanos), 138 en contra (PP, Vox, UPN) y 2 abstenciones. Tras ser aprobada con enmiendas en el Senado, la proposición volvió al Congreso de los Diputados, donde fue aprobada finalmente, por lo que el 18 de marzo de 2021 la ley de eutanasia quedó aprobada por las Cortes Generales y entró en vigor tres meses después de su publicación en el BOE.
Sectores católicos encabezados por la Conferencia Episcopal Española mostraron su oposición a la ley de la eutanasia.
En el ámbito biomédico, la Organización Médica Colegial expresó en un comunicado que la proposición de ley "es contraria a nuestro Código de Deontología Médica y contradice los posicionamientos de la Asociación Médica Mundial". De igual modo, el Colegio Oficial de Farmacéuticos de Madrid (COFM), el Colegio de Odontólogos y Estomatólogos de la I Región (COEM) y el Ilustre Colegio Oficial de Médicos de Madrid (ICOMEM), en un comunicado conjunto, declararon su oposición al proyecto de ley. El Consejo de Colegios de Médicos de Cataluña (CCMC), aunque se mostró a favor de la ley, alertó de que el registro de profesionales objetores de conciencia “puede no garantizar la preservación de ese derecho constitucional”. En el mismo comunicado, apostaba por "potenciar la mirada paliativa".
En cuanto a los medios de comunicación, el diario conservador ABC publicó una portada del 19 de marzo de 2021 titulada "La muerte como atajo" en la que protestaba que la ley hubiera sido aprobada "en una tramitación exprés, sin diálogo social y en plena pandemia". Por otro lado, el periódico de centro-izquierda El País ya había publicado en diciembre de 2020 un editorial sobre la ley titulado «avance social», en el que la describía «como un paso acertado con un significativo apoyo transversal».
En julio de 2021, se dio a conocer que una mujer de 86 años, Eskarne, vecina de Durango (Vizcaya), había sido la primera persona en valerse de la eutanasia legal en España. Falleció el 23 de julio de ese año rodeada de sus familiares y en su casa de Durango.
Según la ministra de Sanidad, Carolina Darias, durante el primer año de vigencia de la ley, 180 personas accedieron al derecho a morir dignamente en España.
En diciembre de 2023 el Ministerio de Sanidad comunicó que para entonces 363 personas se habían beneficiado de la Ley de Eutanasia desde su entrada en vigor y que un total de 749  la habían solicitado.

## Situación legal
En España, la eutanasia está regulada por la Ley Orgánica de Regulación de la Eutanasia, promulgada por las Cortes Generales en marzo de 2021. La ley se refiere a la eutanasia como la actuación que produce la muerte de una persona de forma directa y activa, por parte de personal sanitario, ya sea administrando una sustancia que le cause la muerte o prescribiéndola para que la persona pueda autoadministrársela en un centro sanitario o en su domicilio. Se tiene que dar primero un proceso de petición informada y reiterada en el tiempo, en un contexto de enfermedad grave e incurable crónica e invalidante y que cause un sufrimiento intolerable. Todo el procedimiento se enmarca dentro del sistema público de salud, a la vez que el mismo sistema de salud tiene que garantizar este derecho a quien lo desee y cumpla los requisitos. La muerte producida, derivada de la prestación de ayuda para morir, tendrá la consideración de muerte natural a todos los efectos.Justamente, por ser considerada la eutanasia una prestación sanitaria y la muerte resultante un fallecimiento natural, esta práctica no puede ser interrumpida por la jurisdicción de lo penal.Por esta razón, incluso las personas detenidas y bajo investigación judicial pueden solicitar y recibir la eutanasia, tal como confirmó la Audiencia Provincial de Tarragona en 2022.
Anteriormente, la eutanasia estaba penada con cárcel tal y como establecía el artículo 143 del Código Penal Español de 1995. Sin embargo, existían distintas normativas en cada comunidad autónoma que hacían referencia a los derechos de las personas en una situación terminal. La primera comunidad autónoma en aplicar una ley al respecto fue la Comunidad Autónoma de Andalucía con la ley 2/2010 de derechos y garantías de la dignidad de la persona en el proceso de la muerte, publicada en el BOE en el año 2010, en la que se establecían las condiciones a las que podía acogerse una persona en situación terminal. Esta ley contemplaba, entre otras cuestiones, la opción de redactar un documento de voluntad vital anticipada que contuviera las preferencias sobre los cuidados y tratamientos sanitarios que la persona en estado terminal deseara recibir, en el momento en que no tuviera capacidad para expresarlas personalmente.
La ley también reconoce el derecho individual de los profesionales sanitarios a ejercer el derecho de objeción de conciencia sanitaria, y así no tener que atender aquellas demandas de actuación sanitaria que les resulten incompatibles con sus propias convicciones.
En marzo y septiembre de 2023 el Tribunal Constitucional rechazó respectivamente los recursos de Vox y Partido Popular contra la ley, confirmando así su plena legalidad.

### Proceso de solicitud
Para iniciar un proceso de solicitud de eutanasia asistida, se tienen que dar cinco requisitos:
- Tener la nacionalidad española, la residencia legal en España o certificado de empadronamiento que acredite un tiempo de permanencia en el país superior a doce meses, así como tener la mayoría de edad y ser capaz y consciente en el momento de la solicitud.

- Disponer por escrito de la información que exista sobre su proceso médico, las diferentes alternativas y posibilidades de actuación, incluida la de acceder a cuidados paliativos.

- Haber formulado dos solicitudes de manera voluntaria y por escrito, dejando una separación de al menos quince días naturales entre ambas. Si el médico responsable considera que la muerte de la persona solicitante o la pérdida de su capacidad para otorgar el consentimiento informado son inminentes, podrá aceptar un periodo menor en función de las circunstancias clínicas.

- Sufrir una enfermedad grave e incurable o padecer una enfermedad grave, crónica e invalidante en los términos establecidos en esta ley, certificada por el médico responsable.

- Prestar consentimiento informado previamente a recibir la prestación de ayuda para morir. Dicho consentimiento se incorporará a la historia clínica del o la paciente.

La prestación de ayuda para morir la tiene que iniciar el propio paciente, a menos que la persona hubiera escrito con anterioridad un documento de voluntad vital anticipada nombrando una persona que le represente. Una vez presentada la solicitud por escrito, el médico tiene 48 horas para hablar con la persona y registrarla para pasar a formar parte del programa de muerte asistida (PRAM). Al cabo de 15 días, la persona tiene que realizar una segunda petición por escrito, después de la cual el médico tiene que consultar con un especialista de la enfermedad para que le haga una entrevista a la persona que solicita la ayuda, teniendo diez días adicionales de margen para dar su opinión. Si los dos médicos están de acuerdo, el caso se traslada a la comisión de garantías y evaluación que, a través de un nuevo médico y un jurista, otorga la aprobación final de la solicitud.
En algún momento de este proceso, el profesional sanitario que lleva el caso podría llegar a considerar que la persona no tiene entendimiento o autonomía para decidir, sin que esto tuviera que suponer una incapacitación jurídica, y se tendría que reclamar a la comisión de evaluación encargada en cada comunidad autónoma. La falta de definición de este aspecto en la propia ley podría suponer un riesgo, ya que en el caso en el que se considere que no se ha evaluado debidamente a la persona y se llevase a cabo la eutanasia, se podría considerar como cooperación al suicidio o incluso como homicidio.

## Opinión pública
Según diversas encuestas demoscópicas, la mayoría de la población española apoya la despenalización de la eutanasia, así como su legalización para enfermos terminales —en 2018 un 86%— y para enfermos no terminales —en 2018 un 62%—. Las encuestas indican que el apoyo ha ido creciendo con el paso de los años.
Según un sondeo del CIS realizado en 2009, el 75% de los encuestados se declararon a favor de la eutanasia activa (y de ellos el 60% estaban totalmente convencidos), el 17% en contra (y de ellos un 11̥% totalmente convencidos), aunque las respuestas podían variar según el caso clínico que se planteara.
En estadísticas realizadas posteriormente en 2017 y 2018, el porcentaje que responde que sí sube a un 85%, pudiendo encontrar grupos de población donde este porcentaje disminuya, como entre las personas religiosas practicantes, la gente mayor de 65 años o los votantes del PP, colectivos que se encuentran por encima del 60%.

## Opinión médica
Entre los colectivos médicos, el porcentaje de decisión es similar. Según una encuesta de 2019, en la que participó un cuarto del total de profesionales médicos del país y que fue llevada a cabo por los Colegios oficiales de varias comunidades, un 86,39% se posicionaba a favor (67% con total seguridad y un 19% mostraba ciertas dudas). Según otra encuesta en el Colegio de Médicos de Bizkaia más del 25% declararon que solicitarían la objeción de conciencia.
Algunas organizaciones han puesto de manifiesto su opinión en contra del suicidio asistido. Por ejemplo, la OMC (Organización Médica Colegial de España) y el CGCM (Consejo General de Colegios Oficiales de Médicos) hicieron una declaración conjunta el 21 de mayo de 2018, en la que recordaban el capítulo VII, artículo 36, del código de Deontología Médica: «[…] El médico nunca provocará intencionadamente la muerte de ningún paciente, ni siquiera en caso de petición expresa por parte de este».
Por otra parte, el órgano asesor del gobierno en materia de bioética, el CBE (Comité de Bioética de España) concluye lo siguiente en octubre del 2020: «[…] Sin embargo, tal compasión no consideramos que legitime ética y legalmente una solicitud que, ni encuentra respaldo en una verdadera autonomía, atendido el contexto actual de los cuidados paliativos y sociosanitarios, ni, además, queda limitada en sus efectos al propio espacio privado del individuo».

## En la ficción
La eutanasia es un tema que ha sido tratado en el cine español en películas como:
- Mar adentro
- Tapas